# Луковець-Вишнівський
Луковець-Вишні́вський —  село в Букачівській селищній територіальній громаді,Івано-Франківського району Івано-Франківської області. Площа 12,531 км². Населення — 356 осіб. 

## Географії
Село Луковець-Вишнівський розташоване за 11 км від центру громади сел.Букачівці, за 4 км від залізничної станції Журавно. У селі Луковець-Вишнівський є велике озеро - Княже.

## Назва
Існує легенда про виникнення села. Жив колись у районі Рогатина князь (пан). Він хотів захопити багато земель. Заїхав у наше село, де жили поляки. їх колись називали «мазурами». По цілому селі простягалися луки і зрідка були побудовані хати. Тоді цей князь вирішив оселитись у селі і назвав його Луковець. Місцеві жителі вздовж доріг насаджували багато вишень, звідси і пішла друга частина назви села Вишнівський. А другу частину села, назвали Журівський - від назви с.Журів частиною якого (парцеляцією) колись до 1932 р. був Луковець-Журівський.Цікавинкою цих сіл є те, що їх центральні вулиці, є одночасно межею Букачіівської СОТГ, Івано-Франківського р-ну, Івано-Франківської обл.,та Журавненської СОТГ,Стрийського р-ну,Львівської обл.

## Історія
У 1939 році в селі проживало 1300 мешканців (5 українців, 1280 поляків, 15 євреїв).  
В жовтні 1945 року під час т.з. операції "ВІСЛА"  в  село було поселено частину депортованих з ПНР українців з Закерзоння - з Сяноцького повіту, зокрема з с. Щавне (Лемківщина), с. Сосниця Ярославського повіту, с. Корівники Перемишльського повіту (Надсяння), Холмщини та інших сіл цього регіону. Вони поселилися в колишніх будинках поляків с.Лук-Вишнівського,та с.Лук-Журівського, яких на той час, вже було вивезено до ПНР.
Для дітей депортованих у жовтні-листопаді 1945 року в шкільних будинках було організовано навчання учнів 1-4 класів. В селі також було створено так звані класи сільської молоді (5-7кл.) для дітей, які закінчили початкову школу в Польщі. В 1946 році класи сільської молоді більшовиками було ліквідовано.
В 1949 році комуністичною владою ,в селі було створено колгосп «Прапор Ілліча» (з 1989 р. перейменований на «Прапор України»). У 70-80 роках колгосп був одним з кращих у районі, з мільйонними прибутками. Довгі роки головою колгоспу працював І.Г.Паращак.
У селі був костел, побудований  римо-католиками в 1883 році. Коли сюди переселилися українці, костел перетворили на православну церкву (1945 р). Всю церковну атрибутику (образи, чашу, хоругви та ін.) зі своїх церков в ПНР, переселенці перевезли сюди. Разом зі своїми парафіянами в село приїхав отець Інокентій Рудавський із с.Сосниця, який помер у 1950 році. Його онук, вже покійний Юрій Рудавський був свого часу ректором НУ "Львівська політехніка".
З часом зростала чисельність учнів. В селі Лук-Вишнівський була відкрита дочірня початкова школа, яка підпорядковувалась Луковець- Журівській семирічній школі, що була відкрита в 1965 році (директор Салук Володимир Йосипович).
У 1978 році в селі побудовано медпункт. У 1985 році відкрито новозбудовану Лук-Вишнівську ЗОШ І-ІІ ст. Першим директором даної школи був Шумиляк Петро Іванович.
У часи національно-визвольних завдань, у роки незалежності, колгосп розпався і утворилася СП «Луковець». В даний час населення працює на своїх присадибних ділянках, земля розпайована.

## Сьогодення
На території села в даний час є староство від Букачівської СОТГ, школа, медпункт, пошта, магазин, будинок «Просвіта», бібліотека.